# Donald M. Morgan
Donald Maxwell Morgan (* 11. Februar 1932 in Los Angeles, Kalifornien) ist ein US-amerikanischer Kameramann.

## Leben
Morgan begann seine Laufbahn als eigenständiger Kameramann in den frühen 1970er Jahren. Seit Ende des Jahrzehnts liegt sein Schwerpunkt auf Fernsehproduktionen. Sein Schaffen umfasst mehr als 70 Filme. Fünfmal gewann er den Emmy. 2007 zeichnete ihn die American Society of Cinematographers mit dem Television Career Achievement Award aus. Viermal gewann er den ASC Award.
Mit Elvis – The King (1978), Christine (1983) und Starman (1984) war er an drei Filmen von John Carpenter beteiligt. Zuvor hatte er je zweimal mit Sidney Poitier und Robert Zemeckis kooperiert. Wesentlich häufiger arbeitete er mit den Regisseuren Joseph Sargent und Roger Young zusammen.

## Filmografie (Auswahl)
- 1975: Drehn wir noch’n Ding (Let's do it again)
- 1977: Ausgetrickst (A Piece of the Action)
- 1978: I Wanna Hold Your Hand
- 1979: Elvis – The King (Elvis, Fernsehfilm)
- 1980: Mit einem Bein im Kittchen (Used Cars)
- 1983: Christine
- 1984: Starman
- 1986: Rebell der Wüste (Harem)
- 1989: Mord in Mississippi (Murder in Mississippi)
- 1990: Dillinger – Staatsfeind Nr. 1 (Dillinger)
- 1992: Excessive Force
- 1993: SOS über dem Pazifik (Mercy Mission: The Rescue of Flight 771)
- 1993: Die Blutrache des Geronimo (Geronimo)
- 1994: Eine Weihnacht (One Christmas, Fernsehfilm)
- 1995: Born to be wild
- 1996: Die Belagerung von Ruby Ridge (The Siege at Ruby Ridge)
- 1996: The Rage – Im Rausch der Gewalt (The Rage)
- 1999: Carrie 2 – Die Rache (The Rage: Carrie 2)
- 1999: A Lesson Before Dying
- 2000: The Thin Blue Lie
- 2001: Bojangles
- 2004: Ein Werk Gottes (Something the Lord Made)
- 2004: Back in the Day
- 2005: Herkules (Miniserie)
- 2008: Sweet Nothing in My Ear